# Papirus Bodmer XVII
Papirus Bodmer XVII, nazywany też Papirusem 74, oznaczany symbolem {\displaystyle {\mathfrak {P}}^{74}} (Gregory-Aland) – rękopis Nowego Testamentu spisany na papirusie. Paleograficznie datowany na VII wiek.

## Opis
Zawiera Dzieje Apostolskie i Listy powszechne. Listy powszechne zachowały się w szczątkach, w bardzo słabym fragmentarycznym stanie, natomiast Dzieje Apostolskie mają niewielkie braki i rękopis, pomimo stosunkowo późnej daty, uchodzi za ważnego świadka tekstu Dziejów Apostolskich. W Dziejach jego tekst jest bardzo bliski dla Kodeksu Aleksandryjskiego.
Zachowały się następujące fragmenty: Dzieje 1:2-28:31 †; Jakub 1:1-5:20 †; 1 Piotra 1:1-2.7-8.13.19-20.25; 2:6-7.11-12.18.24; 3:4-5; 2 Piotra 2:21; 3:4.11.16; 1 Jana 1:1.6; 2:1-2.7.13-14.18-19.25-26; 3:1-2:8.14.19-20; 4:1.6-7.12.18-19; 5,3-4.9-10.17; 2 Jana 1.6-7.13; 3 Jana 6.12; Judy 3.7.11-12.16.24.
Stanowi go 132 kart o rozmiarach 33 na 21 cm. Przekazuje tekst aleksandryjski, zaliczony został do I kategorii Alanda. Tekst jego został wydany przez Rudolfa Kasser w 1961 roku. Przechowywany jest w Kolonii pod Genewą w Szwajcarii.